# Marc Verwilghen
Pour les articles homonymes, voir Verwilghen.
Marc Ernest Elisabeth Robert Juliette Verwilghen, né le 21 septembre 1952  à Termonde, est un homme politique belge flamand, membre du parti OpenVLD.

## Biographie
Licencié en droit (UGent), il est avocat depuis 1975.
Il fut membre du CA de Intergem (83-88).
Marc Verwilghen est surtout connu pour avoir présidé la commission d'enquête parlementaire Dutroux-Nihoul en 1996.
Il a été ministre de la Justice du 12 juillet 1999 au 12 juillet 2003 et ministre de la Coopération au Développement du 12 juillet 2003 au 18 juillet 2004, sous les gouvernements Verhofstadt I et II

## Distinctions
- Docteur honoris causa (1998, UGent)
- Professeur honoris causa (2002, Université de Saint-Domingue - République dominicaine)
- Commandeur de l'Ordre de Léopold (2003)
- Chevalier de l'Ordre de Christophe Colomb (2003, République dominicaine)

## Carrière politique
- 1983-1999 : conseiller communal à Termonde
- 1991-1999 : membre de la Chambre des représentants
  - secrétaire de la Chambre des représentants (91-92)
- 1995-1999 : échevin à Termonde
- 1999      : sénateur élu direct
- 1999-2003 : ministre de la Justice
- 2003      : membre de la Chambre des représentants
- 2003-2004 : ministre de la Coopération au développement
- 2004-2007 : ministre de l'Économie, de l'Énergie, du Commerce extérieur et de la Politique scientifique
- 2007      : conseiller communal à Knokke-Heist
- 2007-     : sénateur élu direct 
  - vice-président du Sénat